# Instituto de la Bienaventurada Virgen María

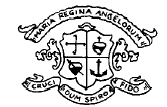
Escudo de un colegio del Instituto de la Bienaventurada Virgen María.

El Instituto de la Bienaventurada Virgen María es una congregación femenina católica. Es independiente y autónoma de la jerarquía eclesiástica y solo debe obediencia al papa. Está organizada en 10 provincias y una región. Tiene presencia en 24 países de los cinco continentes.
Hay dos ramas de la obra creada en el siglo XVII por Mary Ward, ambas con sede en Roma: el Instituto de la Bienaventurada Virgen María (producto de la unión en 2003 entre una rama irlandesa y otra norteamericana, cuyas integrantes son llamadas religiosas de Loreto o madres irlandesas) y la Congregación de Jesús.

## Historia
En 1610 la inglesa Mary Ward creó una congregación propia sin clausura en Saint-Omer con otras damas venidas de Inglaterra: Jane Brown, Susan Rookwood, Catherine Smith y Winefreid Wigmore. En 1611 Mary Ward elaboró un esbozo de normas de su obra, que llamó Escuela de la Bienaventurada María (Schola Beatae Mariae).
Posteriormente, Mary Ward fundó nuevas casas de la orden con colegios en Inglaterra, Francia, Bélgica, Centroeuropa e Italia. 
Esta congregación iba en contra de la clausura establecida para las congregaciones femeninas impuesta por el Concilio de Trento. Tras una campaña en contra de Propaganda Fide y algunos clérigos, el papa Urbano VIII emitió un decreto el 7 de julio de 1628 disolviendo la obra de "jesuitistas", llamadas así por inspirarse en la Compañía de Jesús. Esta decisión fue reafirmada el 13 de enero de 1631 por la bula Pastoralis Romani Pontificis.
Mary Ward murió en 1645. En 1650 Mary Poyntz y Winefrid Wigmore fundaron una casa de la obra en París, que subsistió hasta finales del siglo XVII. En 1662 Mary Poyntz fundó una casa en Augsburgo. En 1686 Frances Bedingfield fundó otra casa, el Bar Convent, en York.
La superiora general del instituto se trasladó de Roma a Múnich hacia el 1700.
El 13 de junio de 1703 el papa Clemente XI aprobó el instituto con el breve Inscrutabili Divinae Providentiae que adoptó el nombre de Instititum Sanctae Mariae. El 30 de abril de 1749 el papa Benedicto XIV aprobó la constitución Quamvis iusto por la cual se reconoce el cargo de la superiora del instituto.
El 5 de noviembre de 1822 se fundó una casa del instituto en Rathfarnham, cerca de Dublín. En esta casa se creó un generalato irlandés y sus comunidades pasaron a llevar el nombre de Loreto.
En 1847 el generalato irlandés fundó una casa en Toronto, que pasó a ser otro generalato propio.
El 15 de febrero de 1877 la Santa Sede aprobó el Instituto de la Bienaventurada Virgen María como congregación de derecho pontificio.
En 1889 las irlandesas fundaron una casa en Castilleja de la Cuesta.
En el 1900 hubo un intento de unión con representantes de las casas de Irlanda, Canadá, Alemania, Austria e Inglaterra.
El 20 de abril de 1909 el papa Pío X reconoció a Mary Ward como fundadora del Instituto de la Bienaventurada Virgen María.
El 23 de julio de 1977 la rama romana de la obra de Mary Ward adoptó las constituciones de san Ignacio de Loyola y el 31 de julio de 1985 la rama de Loreto adoptó también las constituciones ignacianas.
En el 2000 se creó la Comisión Barry-Holland para unir la rama norteamericana con la irlandesa (Loreto). En 2003 se unieron con el nombre de Instituto de la Bienaventurada Virgen María (Loreto). Este tiene su sede en Roma.

## En España
Conception López, miembro del Instituto de origen gaditano, convenció a la Madre Superiora Teresa Ball para que la Orden abriera casas en España. En 1845 se empieza a organizar la apertura de un colegio en Cádiz desde la comunidad existente en Gibraltar. Diez años después tienen que abandonar el centro, que pasa a manos seglares.
La Orden regresa en 1888 de la mano de M. Stanislaus Murphy al mismo centro de Cádiz y, al siguiente año, se trasladan a Castilleja de la Cuesta, ya en la Provincia de Sevilla. La siguiente fundación sería en la capital hispalense, donde se abrió el primer colegio mixto de la ciudad.
En 1904 se funda el colegio vizcaíno de Zalla así como el de Madrid.
En la primera década del siglo XXI las Madres Irlandesas regentan seis colegios en España, uno en Vizcaya (Lejona), tres en Sevilla y dos en Madrid.

### Sevilla
En Sevilla está la sede de la comunidad para todo el sur de España: Se mantiene en esta ciudad dos comunidades y tres colegios. La comunidad colabora con "Sevilla Acoge" cediendo una parte de su edificio de Castilleja de la Cuesta.

### Vizcaya
En 1904 se fundó el centro de Zalla dedicado a la eseñanza para niñas de clase alta, entre los que se encontraron las hijas de los emperadores Carlos I de Austria y Zita de Borbón-Parma. Durante el siglo XX este centro fue evolucionando hasta convertirse en un centro mixto y popular con fuerte arraigo local. Sin embargo hacia 1994 las Madres Irlandesas dejaron de regentar el centro que pasa a titularidad de los Hermanos Maristas. Actualmente las Madres Irlandesas tienen dedicada una plaza en el municipio de Zalla por su labor educativa en el lugar.
Ha habido centros también en la cercana localidad de Las Arenas y en Lejona. En este municipio hay dos comunidades del Instituto, una dedicada a labores de oración, compuesta por mujeres mayores y la otra dedicada a las labores sociales y educativas incluyendo el colegio.

### Madrid
En Madrid hay dos colegios y cuatro comunidades, una de las cuales es sede de la "Casa Provincial". Las comunidades realizan actividades  muy diversas, estando algunas más dedicadas a la oración y escucha, y otras a diversas labores sociales. 

### Misión en Arcila
Creada en 1997 por invitación del obispo de Tánger (Marruecos) acompañan a la pequeña comunidad cristiana de Arcila. Depende de la "Provincia española".

### Misión en Guayaquil
En el año 2004 se decidió establecer un centro en Hispanoamérica desde España. Se seleccionó la ciudad de Guayaquil en Ecuador donde se trabaja con dos Organizaciones No Gubernamentales de la Compañía de Jesús, en labores de educación y de acogida.